# Svensson, Svensson
Svensson, Svensson är en svensk komedi-TV-serie och film av Michael Hjorth, Johan Kindblom och Tomas Tivemark med bland andra Allan Svensson, Suzanne Reuter och Gabriel Odenhammar i rollerna. TV-serien, som var inspelad i studio med publik, sändes  i fyra säsonger mellan åren 1994 och 2008. Serien har även blivit pjäs och två filmer vilka även de Mikael Ekman och Björn Gunnarsson var regissörer för.
Serien är en av de mest populära och framgångsrika svenska komedier som sänts i Sverige. Sammanlagt har det hittills spelats in 50 avsnitt uppdelade på 4 säsonger. Under den andra säsongen hade serien alltid över 2,5 miljoner tittare. Det mest sedda avsnittet hade 3 395 000 tittare och sändes den 17 november 1996. De första två säsongerna har repriserats flera gånger och det tolfte avsnittet från säsong 1 (där familjen Svensson firar jul) har sedan 1996 visats varje julaftonskväll, förutom 1999, 2005, 2007, 2012 och 2017. År 1999 visades istället långfilmen "Svensson, Svensson - filmen" och 2012 visades "Svensson, Svensson - i nöd och lust" och jul-avsnittet visades 23 december. År 2017 visades programmet dagen före julafton i SVT1 och sedan på julafton i SVT24.
Eftersom TV-serien blivit en stor succé gjorde man också en långfilm 1997, som fick namnet "Svensson, Svensson - filmen". Filmen blev en stor biosuccé. En andra film med namnet "Svensson, Svensson - i nöd och lust" hade premiär den 14 oktober 2011. Denna film fokuserar mestadels på Gustav (Allan Svensson) och Lena (Susanne Reuter) som är född Green när de åker på semester. Filmen spelades in under 2010-11.
En teaterpjäs baserad på serien sattes upp på Chinateatern 1999. En andra teaterpjäs med namnet "Svensson, Svensson på semester" baserad på serien men med nyskriven handling hade urpremiär 1 juli 2009 på Krusenstiernska gården i Kalmar med Reuter och Svensson i huvudrollerna. Pjäsens ursprungliga manus omarbetades senare till filmen "Svensson, Svensson - i nöd och lust". Samma pjäs sattes under 2024 och 2025 upp på Sagateatern i Linköping där den spelades mellan den 29 december 2024 och 1 februari 2025, dock med andra skådespelare än i serien och filmerna.  Bland annat så spelas Lena av Charlott Strandberg som i seriens första säsong spelade Lenas och Gustavs granne Sara.

## Handling
När TV-serien tar sin början handlar den om familjen Svensson som bor på Trollstigen 12 i Vivalla i Örebro. Pappa Gustav är brevbärare, socialdemokrat, fotbollsgalen och har ett starkt barnasinne och intresse för tecknade serier, speciellt Katten Gustaf och Scooby-Doo. Mamma Lena jobbar på det lokala bankkontoret, är betydligt mer högerinriktad än sin man och har fört över den åsikten till sin dotter Lina. Sonen Max är en tankfull grabb som hela tiden utsätts för faderns idrottsintresse. Deras granne och närmsta vän Sara är kanske inte världens skarpaste person när det gäller att tänka, men de gillar henne ändå. När Sara flyttar och Göran och Annika flyttar in har de båda familjerna först svårt med att vänja sig vid varandra, i alla fall har Gustav det. Men snart kommer Gustav och Göran på god fot med varandra.
Mellan den andra och tredje säsongen gjordes en långfilm om familjen Svensson. Den handlar om att Lena har fått ett jobb på bank i Stockholm, och därför bestämmer hon sig för att pendla mellan Stockholm och Vivalla varje helg. Gustav tröttnar på det, och tar hela familjen och flyttar efter, utan att veta var de ska bo i den stora staden. De bor först hos Lenas föräldrar. Efter ett tag flyttar de igen - till ett hus som ser ut precis som det i Vivalla. Gustav får sedan jobb som konsult på Posten i Stockholm, och familjen börjar ana att det som vanligt inte kommer att sluta bra...

Filmen är inspelad år 1997 och i den filmen har Max blivit tonåring.
I säsong 3 har elva år förflutit och de flesta i familjen Svensson har gått vidare med sina liv - alla utom Gustav. Posten har nämligen rationaliserat bort honom och han har blivit förtidspensionär eller överkvalificerad som han kallar sig själv. Men inte nog med det, Lena har lämnat sitt jobb på banken och blivit kommunalpolitiker för borgarna till Gustavs stora förvåning eftersom han trodde att Lena var socialdemokrat. Sonen Max har däremot till Gustavs stora förtret gått och blivit bankman vilket han ser som en sen tonårsrevolt. Men Gustav tror att snart kommer Max att inse att brevbäraryrket är den rätta framtidsyrket.
Lina har flyttat ihop med John och fått bonusbarnet Greta. Men Gustav kan inte i sin vildaste fantasi förstå att Lina kan vara ihop med någon som sysslar med något så fånigt som att vara dirigent och att John dessutom reser jorden runt och tjänar massor av pengar på sitt yrke gör inte saken bättre. Men i Greta finner Gustav en likasinnad, en själsfrände, som delar hans intresse för klassiska avsnitt av både Scooby-Doo och Smurfarna.
I säsong 4 fortsätter livet som vanligt. Lina är gravid och denna stora händelse står givetvis i centrum. Men det är inte det största att Lina ska bli mamma, utan att Gustav ska bli morfar. I säsongens sista avsnitt föds barnet, och det blev en pojke som fick namnet Sixten.
År 2011 kom den andra långfilmen som handlar om att Gustav och Lena ska fira sin 30-åriga bröllopsdag. Lena har dock fått nog av Gustav och vill skiljas, eftersom Gustav prioriterar sport och inte ger Lena någon uppmärksamhet alls. Lena ger Gustav en sista chans och paret åker iväg på en kärleksweekend där Gustav måste bevisa att han älskar Lena mer än sport. Men på hotellet bor fotbollslegenden Tommy Franzén och ställer allt på sin spets för Gustav.

## Rollfigurer och skådespelare
| Rollfigur       | Säsonger och filmer         | Säsonger och filmer  | Säsonger och filmer      | Säsonger och filmer              | Säsonger och filmer              | Säsonger och filmer              |
| Rollfigur       | Säsong 1 (1994)             | Säsong 2 (1996)      | Film 1 (1997)            | Säsong 3 (2007)                  | Säsong 4 (2008)                  | Film 2 (2011)                    |
| --------------- | --------------------------- | -------------------- | ------------------------ | -------------------------------- | -------------------------------- | -------------------------------- |
| Gustav Svensson | Allan Svensson              | Allan Svensson       | Allan Svensson           | Allan Svensson                   | Allan Svensson                   | Allan Svensson                   |
| Lena Svensson   | Suzanne Reuter              | Suzanne Reuter       | Suzanne Reuter           | Suzanne Reuter                   | Suzanne Reuter                   | Suzanne Reuter                   |
| Lina Svensson   | Chelsie Bell Dickson        | Chelsie Bell Dickson | Chelsie Bell Dickson     | Claudia Galli                    | Claudia Galli                    | Endast omnämnd                   |
| Max Svensson    | Gabriel Odenhammar          | Gabriel Odenhammar   | Gabriel Odenhammar       | Gabriel Odenhammar               | Gabriel Odenhammar               | Endast omnämnd                   |
| Sara            | Charlott Strandberg         | Charlott Strandberg  |                          |                                  |                                  |                                  |
| Göran Forslund  |                             | Fredrik Dolk         | Fredrik Dolk             |                                  |                                  |                                  |
| Annika Forslund |                             | Anna Lindholm        | Anna Lindholm            |                                  |                                  |                                  |
| John Franzén    |                             |                      |                          | Felix Engström                   | Felix Engström                   | Endast omnämnd                   |
| Greta Franzén   |                             |                      |                          | Embla Hjulström                  | Embla Hjulström                  | Endast omnämnd                   |
| Sixten          |                             |                      |                          |                                  | Endast omnämnd                   | Endast omnämnd                   |
| Ebba Lindström  |                             |                      |                          | Ami Camilla Wester               | Ami Camilla Wester               | Endast omnämnd                   |
| Pettersson      | Pierre Fränckel             | Endast omnämnd       | Endast omnämnd           | Endast omnämnd                   | Endast omnämnd                   | Endast omnämnd                   |
| Rune            | Lennart R. Svensson         | Endast omnämnd       | Endast omnämnd           | Endast omnämnd                   | Endast omnämnd                   | Endast omnämnd                   |
| Margaretha      | Sissela Kyle                | Endast omnämnd       | Endast omnämnd           | Endast omnämnd                   | Endast omnämnd                   | Endast omnämnd                   |
| Lenas mamma     | Fillie Lyckow (Dagmar)      |                      | Gun Arvidsson (Marianne) | Endast omnämnd vid namn Kristina | Endast omnämnd vid namn Kristina | Endast omnämnd vid namn Kristina |
| Lenas pappa     | Stig Ossian Ericson (Einar) |                      | Sten Ljunggren (Arthur)  | Endast omnämnd vid namn Ingvar   | Endast omnämnd vid namn Ingvar   | Endast omnämnd vid namn Ingvar   |

Övriga rollfigurer: I de flesta avsnitt samt filmer har det förekommit andra rollfigurer som påverkat handlingen på olika sätt. En av dessa är Max lärare som två gånger i de första två säsongerna omnämns (dock utan att synas i bild). Båda gångerna han omnämns, framstår han som något mindre begåvad, eftersom han i säsong 1 sätter in Roger i Max ställe när han skall ställa upp i Vi i femman, medan han i andra säsongen ser till att Max klass hamnar hos polisen under en klassresa till Göteborg, sedan han tyckt att karusellen på Liseberg gått för långsamt, och själv höjt farten rejält.

## Rollfigurer

### Gustav Svensson
Spelad av Allan Svensson.
Gustav är Lena Svenssons make och Max och Linas far. Gustav är mest intresserad av bollsporter och tecknade barnprogram. Han är socialdemokrat, har Björn Borg som största idol och hans ögonsten är en Volvo 242 som han fått av Posten. Han förstår inte varför Lina och Max inte vill följa honom i hans fotspår. Under säsong 1 och 2 var Gustav brevbärare och stolt över sitt yrke. I säsong 3 har han blivit förtidspensionerad då han vägrat ta ett jobb sedan Posten i Vivalla lagts ner. I säsong 4 lyckas han dock starta upp postverksamheten igen.

### Lena Svensson
Spelad av Suzanne Reuter.
Gustavs hustru och Max och Linas mor är i allmänhet lugn och sansad och öppnare för förändringar än Gustav. Under säsong 1 och 2 arbetar hon på bank, och under säsong 3 och 4 sitter hon i kommunstyrelsen för Folkpartiet.

### Lina Svensson
Spelad av Chelsie Bell Dickson 1994-1997 och Claudia Galli från 2007.
Gustavs och Lenas dotter är i säsong 1 och 2 en typisk tonåring som till en början älskade hästar men snart började umgås mer med killar, vilket Gustav gör allt för att förhindra. I säsong 3 och 4 arbetar hon som veterinär och lever tillsammans med John och bonusdottern Greta. De har köpt Lenas och Gustavs gamla hus vilket fick Gustav att köpa ett hus precis mittemot som han och Lena bor i. I sista avsnittet av säsong 3 avslöjar Lina att hon är gravid, och i sista avsnittet av säsong 4 föds barnet.

### Max Svensson
Spelad av Gabriel Odenhammar.
Gustavs och Lenas son och Linas lillebror är cynisk och sarkastisk i säsong 1 och 2, men mindre i säsong 3 och 4 då han inte bor hos föräldrarna längre. Trots Gustavs förhoppningar att Max också skulle bli brevbärare har Max gått på Handels i två år och fått ett bankjobb.

### Sara
Spelad av Charlott Strandberg.
Sara var i den första säsongen familjens Svenssons granne på andra sidan gatan. Fram till 1996 drev hon en egen frisersalong i centrala Vivalla, men hon flyttar till Stockholm i första avsnittet i säsong 2.

### Göran och Annika Forslund
Spelad av Fredrik Dolk respektive Anna Lindholm.
Göran och Annika köpte Saras radhus i säsong 2. Göran arbetar som byggnadsingenjör, Annika älskar att både skriva och läsa poesi. Göran var som ung med i svenska juniorlandslaget men fick en knäskada som fick honom att avbryta fotbollskrarriären.

### John och Greta Franzén
Spelad av Felix Engström respektive Embla Hjulström.
Linas sambo och hans dotter. John arbetar som dirigent och har vårdnaden om Greta som kommer bra överens med Gustav.

### Ebba Lindström
Spelad av Ami Camilla Wester.
Ebba är Max Svenssons flickvän, som kom in i serien i säsong 3. Ebba har en mindre roll, främst i säsong 3 där var hon bara med i två avsnitt.

### Pettersson
Spelad av Pierre Fränckel.
Pettersson är Gustavs bäste vän och en före detta arbetskamrat och mentor från Posten. Pettersson är ungkarl, bor i en husbil vid travbanan i Vivalla och är beroende av att spela på hästar. Pettersson omtalas ofta - men den enda gången man ser honom är i första säsongen då han spelades av Pierre Fränckel.

### Rune och Margareta
Spelade av Lennart R. Svensson och Sissela Kyle.
Rune och Margaretha är Lenas närmaste arbetskamrater, både på banken (Säsong 1 & 2) och hos Folkpartiet (Säsong 3 & 4).

### Kjell-Åke Fors
Spelad av Niklas Falk.
Har uppåt 3 ICA-butiker i Örebro. Han har en son som går i Greta Franzéns klass. Han omnämns i säsong 3, avsnitt 6 och förekommer i bild i säsong 4, avsnitt 13.

## Tabell/lista över Svensson, Svensson-produktioner

### På TV/film
För avsnittshandlingar, se Lista över avsnitt av Svensson, Svensson.
| Säsong                                   | Sändningsdatum                  | Avsnitt                   |
| ---------------------------------------- | ------------------------------- | ------------------------- |
| Säsong 1                                 | 7 oktober - 23 december 1994    | 12                        |
| Säsong 2                                 | 8 september - 24 november 1996  | 12                        |
| Film 1                                   | Premiär: 19 december 1997       | Premiär: 19 december 1997 |
| Säsong 3                                 | 15 september - 22 december 2007 | 13                        |
| Säsong 4                                 | 13 september - 20 december 2008 | 13                        |
| Film 2                                   | Premiär: 14 oktober 2011        | Premiär: 14 oktober 2011  |
| Totalt antal avsnitt utöver filmerna: 50 |                                 |                           |

### På teater
Nedan redovisas teaterpjäser baserade på serien vars handling antingen följer seriens eller är helt nyskriven.
| Namn                            | Speldatum                          | Spelplats                       | Antal föreställningar |
| ------------------------------- | ---------------------------------- | ------------------------------- | --------------------- |
| ?                               | 1999                               | China teatern i Stockholm       | ?                     |
| Svensson, Svensson på semester  | 1 juli 2009 – ?                    | Krusenstiernska gården i Kalmar | ?                     |
| Svensson, Svensson på semester  | 29 december 2024 - 1 februari 2025 | Sagateatern i Linköpings        | ?                     |
| Totalt antal föreställningar: ? |                                    |                                 |                       |

## På DVD
Nedan visas releasedatumen för Svensson, Svensson på DVD.
| DVD-titel                           | Releasedatum      | Innehåll                  |
| ----------------------------------- | ----------------- | ------------------------- |
| Svensson, Svensson – Säsong 1       | 23 januari 2008   | 12 avsnitt, 2-disc        |
| Svensson, Svensson – Säsong 2       | 9 april 2008      | 12 avsnitt, 2-disc        |
| Svensson, Svensson – Säsong 3       | 18 juni 2008      | 13 avsnitt, 2-disc        |
| Svensson, Svensson – Säsong 4       | 19 november 2008  | 13 avsnitt, 2-disc        |
| Svensson, Svensson - filmen         | 29 september 2004 | Nyutgåva av filmen på DVD |
| Svensson, Svensson - I nöd och lust | 4 april 2012      |                           |

## Övriga fakta
- Alla avsnitt spelas in två till tre gånger inför publik för att sedan klippas ihop till ett enda avsnitt.[10][11]
- "Här är ditt liv" är episodtitel både på avsnitt 4 i säsong 2, samt på avsnitt 13 i säsong 4, av Svensson, Svensson.
- Allan Svensson, som spelar Gustav Svensson, tvingades gå upp 20 kilo i vikt innan man kunde börja spela in säsong 3.[12]
- En dansk version av serien har också spelats in med namnet Madsen og co. i tre säsonger, 1996, 1998 och 2000. De första 22 avsnitten av den serien var översatta och bearbetade manus från Svensson, Svensson, medan de efterföljande 9 avsnitten, i seriens sista säsong, baserades på danska originalmanus.[13]